# شاشالاكا صغير
شاشالاكا صغير (الاسم العلمي: Ortalis motmot) هو نوع من الطيور يتبع جنس الشاشالاكا من فصيلة القرازية.